# Khalaf Ali Alkhalaf
Khalaf Ali Alkhalaf ( Arabisch : خلف علي الخلف), (Ar-Raqqah, 10 november 1969) is een Syrische dichter en schrijver . Hij woonde in Saoedi-Arabië van 1993 tot 2001, in datzelfde jaar verhuisde hij naar Griekenland en bleef daar tot de zomer van 2002. Hij ging terug naar Syrië en daarna weer naar Saoedi-Arabië. In het voorjaar van 2008 verliet hij Saoedi-Arabië, ging naar Egypte waar hij verbleef in Alexandrië. Hij woont sinds 2014 in Zweden en verkreeg de Zweedse nationaliteit.
Zijn eerste boek verscheen in 2004 (N van Shepherders). Eind 2005 richtte Khalaf de Jidar-website op. Het was een zelfstandig cultureel platform voor vrijzinnigen en ter ondersteuning van beginnende en onafhankelijke schrijvers. Het werd gezien als een van de eerste Syrische cultuurwebsites en had een hoge waardering. De Syrische autoriteiten blokkeerde de website later. Bijna iedere keer dat hij een van zijn werken had gepubliceerd, werd hij opgeroepen voor onderzoek door de Syrische inlichtingendienst. De laatste oproep ontving Alkhalaf in de zomer van 2007.
Later dat jaar reisde Alkhalaf af naar Saoedi-Arabië, waar hij artikelen bleef schrijven waarin hij kritiek uitte op het Syrische regime en pleitte voor een democratisch alternatief. Hij schreef een artikel onder de titel Een openbare zelfverklaring aan de Syrische veiligheidsinstanties. Daarna kon hij niet meer terug naar Syrië tot 2013, toen Al-Raqqah niet meer onder het Assad-regime viel.
In september 2008 richtte Alkhalaf samen met andere Arabische schrijvers (Hamed Bin Aqeel en Suzan Khawatmi) 'Jidar voor cultuur en publicatie' op, een non-profituitgeverij. In deze tijd gaf Jidar veel boeken uit, vooral publicaties die kritiek uitten op het Assad-regime en dagboeken van een Syrische gevangene.
Regelmatig publiceert hij een deel van zijn werk in de Elaph (elektronische krant) en sinds 2003 ook op andere websites en blogs als Jidar en Ahewar . Hij heeft ook gepubliceerd in vele Arabische kranten. Alkhalaf is bekroond op het Fujairah International Monodrama Festival tijdens de competitie in 2009. Hij won de tweede prijs door het schrijven van het script van een monodrama genaamd 'Gilgamesj draagt tennisschoenen'.
Khalaf studeerde economie aan de Universiteit van Aleppo.